# Buku Mera

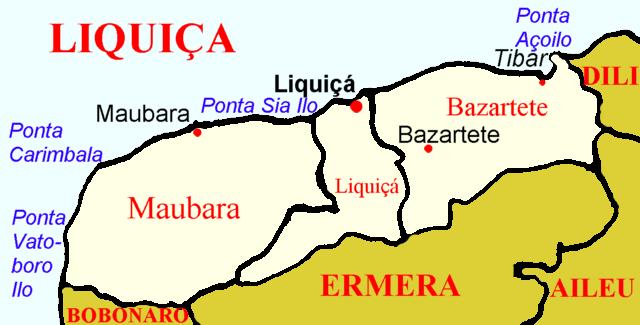

A vila de Buku Mera está situada nas coordenadas (8°39'S, 125°23'E) na região montanhosa coberta por floresta tropical em Timor-Leste, no distrito de Liquiçá, entre as cidades de Liquiçá e Bazartete. 
A vila esteve presente no noticiário internacional em setembro de 1999 devido a vários casos de estupro e assassinato cometidos pelo grupo rebelde Besi Merah Putih em oposição ao voto de independência de Timor-Leste.